# 赫瓦利谢科耶湖
赫瓦利谢科耶湖（俄语：Озеро Хвалисекое）或能仁湖（日语：／）是萨哈林岛南部的湖。向西北约1公里是上伊佐沼；东隔沙堤是俄罗斯湖，最窄处30米；南向2公里是圖奈恰湖。